# Alan Hale senior

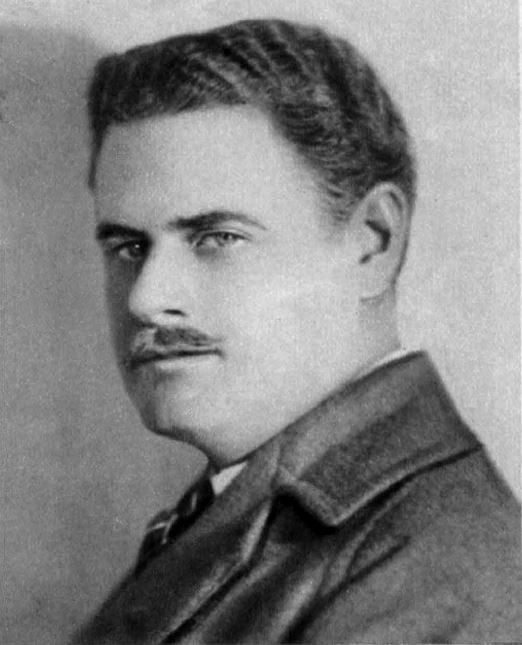
Alan Hale (1921)

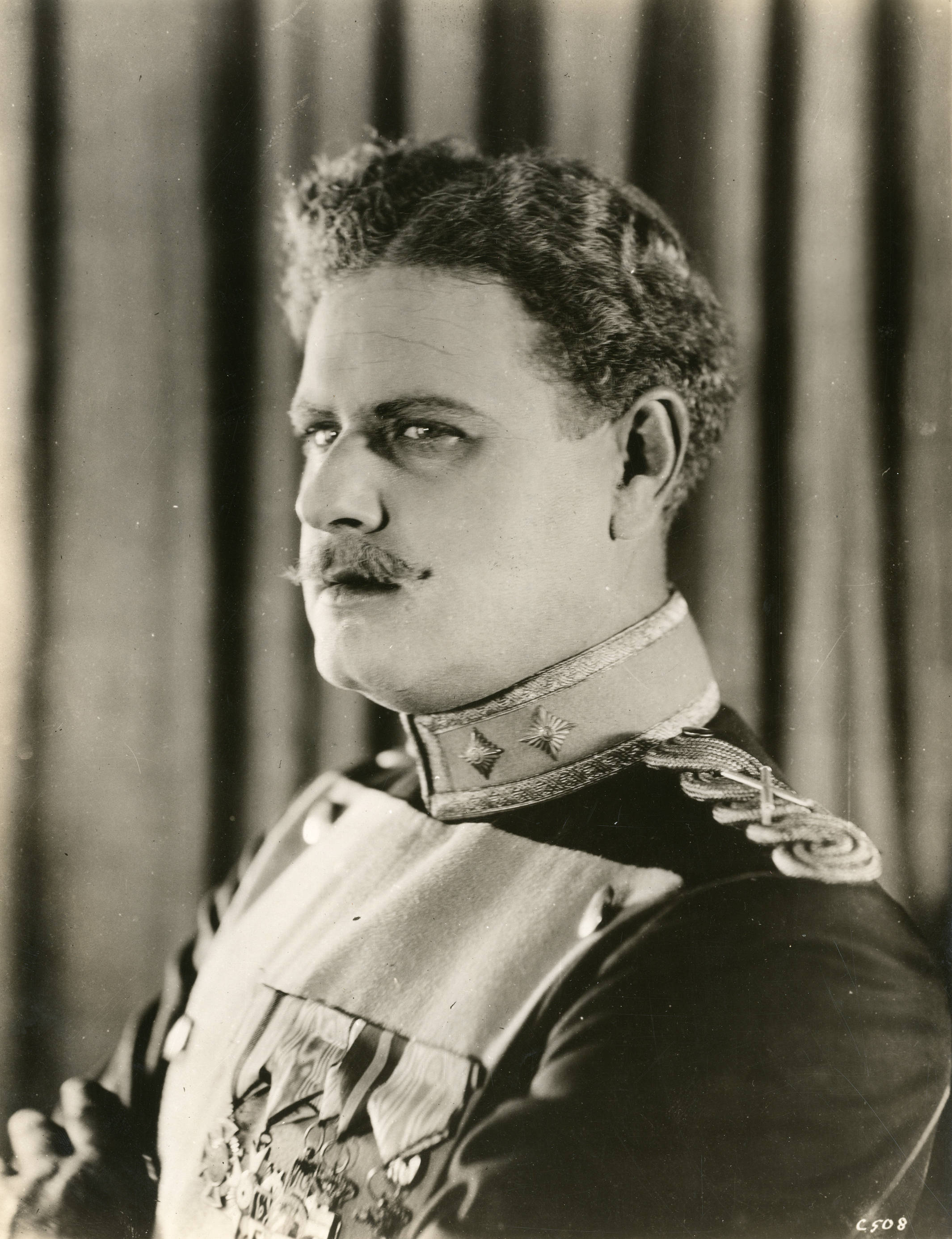
Alan Hale in Long Live the King (1923)

Alan Hale Sr. (* 10. Februar 1892 in Washington, D.C.; † 22. Januar 1950 in Hollywood; eigentlich Rufus Alan McKahan) war ein US-amerikanischer Schauspieler und Regisseur. Im Laufe seiner Karriere trat er in mehr als 240 Hollywood-Filmen auf. Bekanntheit erlangte er vor allem als Sidekick von Errol Flynn in 13 Filmen.

## Leben
Alan Hale kam 1892 als Sohn des Arzneimittelherstellers John MacKahn in Washington, D.C. zur Welt. Nach einem Medizin-Studium an der University of Pennsylvania wollte er zunächst Opernsänger werden. Er wandte sich dann jedoch der für ihn anfangs wenig einträglichen Schauspielerei zu. Um sein Einkommen aufzubessern, schrieb er Todesanzeigen für eine in Philadelphia ansässige Zeitung und versuchte sich auch als Erfinder. Als solcher entwickelte und finanzierte er beispielsweise zusammenklappbare Theatersitze, Fahrzeugbremsen und nichtfettende Chips. Nach einer Reihe von Theaterengagements kam er 1911 bei der Lubin Film Co. in Philadelphia zum damals noch jungen Medium Film, wo er fortan unter dem Namen Alan Hale regelmäßig zum Einsatz kam. Ab 1913 stand er gelegentlich am Broadway auf der Bühne, so etwa in dem Stück The Poor Little Rich Girl und dem Musical Rock-a-Bye Baby. 
In den 1920er-Jahren gelang es Hale, sich mit Stummfilmen wie The Four Horsemen of the Apocalypse (1921) und Die Karawane (1923) auf der Leinwand zu etablieren. Als gefragter Charakterdarsteller war er in Hollywood schon bald auf die Rolle des Sidekicks an der Seite großer Stars festgelegt. Nebenher versuchte sich Hale auch als Regisseur; zwischen 1915 und 1927 drehte er acht Filme. Unter seiner Regie spielten unter anderem Shirley Mason in The Scarlet Honeymoon (1925) und Bessie Love in Rubber Tires (1927). Der aufkommende Tonfilm bescherte ihm jedoch vor der Kamera enorme Popularität, weshalb er die Arbeit als Regisseur nicht weiter verfolgte und sich wieder verstärkt auf die Schauspielerei konzentrierte. Seine berühmteste Rolle wurde die des Little John, den er erstmals 1922 in Robin Hood mit Douglas Fairbanks Sr. in der Titelrolle gespielt hatte. Diese Rolle sollte er erneut 1938 an der Seite von Errol Flynn in Robin Hood – König der Vagabunden verkörpern.
In den 1930er und 1940er Jahren gehörte Hale zum großen Ensemble von Stammschauspielern der Warner Brothers. Als Sidekick von Errol Flynn war er in insgesamt 13 Filmen zu sehen und sorgte als solcher für die Lacher an Flynns Seite, so etwa als er in Herr des wilden Westens zum Präsidenten eines Frauenvereins gewählt wird. In dem Mantel-und-Degen-Film Die Liebesabenteuer des Don Juan aus dem Jahr 1947 waren Flynn und Hale ein letztes Mal gemeinsam auf der Leinwand zu sehen. Daneben arbeitete Hale auch mit Stars wie Cary Grant (in Bestimmung Tokio) und Humphrey Bogart (in Einsatz im Nordatlantik) zusammen. Zu sehen war Hale außerdem in der Laurel-und-Hardy-Komödie Die Doppelgänger (1936) als mürrischer Biergartenkellner sowie in Frank Capras Screwball-Komödie Es geschah in einer Nacht (1934) als singender Autofahrer, der vergeblich Claudette Colbert ihre Koffer zu stehlen versucht. Im Jahr 1950 spielte Hale ein drittes und letztes Mal die Rolle des Little John in Robin Hoods Vergeltung. Es wurde sein letzter von knapp 250 Leinwandauftritten.

## Privatleben und Ehrungen
Alan Hale war von 1914 bis zu seinem Tod mit der Stummfilmschauspielerin Gretchen Hartman (1897–1979) verheiratet. Sie hatten drei Kinder. Sein Sohn Alan Hale junior wurde ebenfalls Schauspieler, der vor allem mit der Rolle des Skipper in der Fernsehserie Gilligans Insel Bekanntheit erlangte. 
Am 22. Januar 1950 verstarb Hale im Alter von 57 Jahren in Folge einer Lebererkrankung. Sein Grab befindet sich im Forest Lawn Memorial Park in Glendale, Kalifornien. Alan Hale erhielt im Jahr 1960 einen Stern auf dem Hollywood Walk of Fame.

## Filmografie (Auswahl)

### Als Schauspieler
- 1912: The Drummer (Kurzfilm)
- 1914: Jane Eyre
- 1921: Die vier Reiter der Apokalypse (The Four Horsemen of the Apocalypse)
- 1921: The Fox
- 1922: Robin Hood
- 1923: Die Karawane (The Covered Wagon)
- 1923: Main Street
- 1923: Hollywood
- 1923: Der feindliche Gast (Cameo Kirby)
- 1923: Lang lebe der König (Long Live the King)
- 1924: One Night in Rome
- 1925: Dick Turpin, der galante Bandit (Dick Turpin)
- 1927: Der Untergang der Hesperus (The Wreck of the Hesperus)
- 1928: Wolkenkratzer (Skyscraper)
- 1928: The Cop
- 1928: Sal of Singapore
- 1929: The Leatherneck
- 1930: She Got What She Wanted
- 1931: Helgas Fall und Aufstieg (Susan Lenox)
- 1931: Die Sünde der Madelon Claudet (The Sin of Madelon Claudet)
- 1932: Union Depot
- 1932: So Big
- 1932: Rebecca of Sunnybrook Farm
- 1933: Destination Unknown
- 1934: Wo ist das Kind der Madeleine F.? (Miss Fane’s Baby Is Stolen)
- 1934: Die letzte Patrouille (The Lost Patrol)
- 1934: Es geschah in einer Nacht (It Happened One Night)
- 1934: Nebel über Frisco (Fog Over Frisco)
- 1934: Little Man, What Now?
- 1934: Of Human Bondage
- 1934: The Scarlet Letter
- 1934: Des Sträflings Lösegeld (Great Expectations)
- 1934: Frauen am Scheidewege (Imitation of Life)
- 1934: Broadway Bill
- 1934: Babbitt
- 1934: The Little Minister
- 1935: Die Fee (The Good Fairy)
- 1935: Kreuzritter – Richard Löwenherz (The Crusades)
- 1935: Der Untergang von Pompeji (The Last Days of Pompeii)
- 1936: Die Botschaft an Garcia (A Message to Garcia)
- 1936: Hände hoch! (The Country Beyond)
- 1936: Laurel und Hardy: Die Doppelgänger (Our Relations)
- 1937: Fluß der Wahrheit (God’s Country and the Woman)
- 1937: Gangster, Frauen und Brillanten (Jump for Glory)
- 1937: Der Prinz und der Bettelknabe (The Prince and the Pauper)
- 1937: High, Wide and Handsome
- 1937: Stella Dallas
- 1937: Hoheit flirtet (Thin Ice)
- 1938: Die Abenteuer des Marco Polo (The Adventures of Marco Polo)
- 1938: Vier Mann – ein Schwur (Four Men and a Prayer)
- 1938: Robin Hood – König der Vagabunden (The Adventures of Robin Hood)
- 1938: Algiers
- 1938: Im Tal der Giganten (Valley of the Giants)
- 1938: Drei Schwestern aus Montana (The Sisters)
- 1939: Pacific Liner
- 1939: Herr des wilden Westens (Dodge City)
- 1939: Der Mann mit der eisernen Maske (The Man in the Iron Mask)
- 1939: Weg aus dem Nichts (Dust Be My Destiny)
- 1939: Günstling einer Königin (The Private Lives of Elizabeth and Essex)
- 1939: On Your Toes
- 1940: Die grüne Hölle (Green Hell)
- 1940: Goldschmuggel nach Virginia (Virginia City)
- 1940: Nachts unterwegs (They Drive by Night)
- 1940: Der Herr der sieben Meere (The Sea Hawk)
- 1940: Land der Gottlosen (Santa Fe Trail)
- 1941: Schönste der Stadt (The Strawberry Blonde)
- 1941: Die kleinen Träume von der weiten Welt (The Great Mr. Nobody)
- 1941: Mr. X auf Abwegen (Footsteps in the Dark)
- 1941: Herzen in Flammen (Manpower)
- 1941: Verlobung mit dem Tod (The Smiling Ghost)
- 1942: Helden der Lüfte (Captains of the Clouds)
- 1942: Jukebox-Fieber (Juke Girl)
- 1942: Sabotageauftrag Berlin (Desperate Journey)
- 1942: Der freche Kavalier (Gentleman Jim)
- 1943: Einsatz im Nordatlantik (Action in the North Atlantic)
- 1943: This Is the Army
- 1943: Thank Your Lucky Stars
- 1943: Bestimmung Tokio (Destination Tokyo)
- 1944: Die Abenteuer Mark Twains (The Adventures of Mark Twain)
- 1944: Janie
- 1944: Hollywood-Kantine (Hollywood Canteen)
- 1945: Eine Frau mit Unternehmungsgeist (Roughly Speaking)
- 1945: Hotel Berlin
- 1946: Tag und Nacht denk’ ich an Dich (Night and Day)
- 1946: Der Himmel voller Geigen (The Time, the Place and the Girl)
- 1946: Besuch in Kalifornien (The Man I Love)
- 1947: Verfolgt (Pursued)
- 1947: Schmutzige Dollars (Cheyenne)
- 1947: My Wild Irish Rose
- 1948: My Girl Tisa
- 1948: Die Liebesabenteuer des Don Juan (Adventures of Don Juan)
- 1949: Konterbande (South of St. Louis)
- 1949: Sie ritten mit Jesse James (The Younger Brothers)
- 1949: Eines Morgens in der Hopkins-Street (The House Across the Street)
- 1949: Tritt ab, wenn sie lachen (Always Leave Them Laughing)
- 1949: Die sündige Stadt (The Inspector General)
- 1950: Stars in My Crown
- 1950: Das Geheimnis der schwarzen Bande (Colt .45)
- 1950: Robin Hoods Vergeltung (Rogues of Sherwood Forest)

### Als Regisseur
- 1915: The Passing Storm
- 1925: The Scarlet Honeymoon
- 1925: The Wedding Song
- 1925: Braveheart
- 1926: Forbidden Waters
- 1926: The Sporting Lover
- 1926: Risky Business
- 1927: Rubber Tires